# Txervona Poliana
Txervona Poliana (en ucraïnès Червона Поляна, en rus Червоная Поляна, Txervonaia Poliana) és una vila de l'óblast de Luhansk a Ucraïna. Des del 2014, durant la Guerra al Donbàs, la vila està ocupada per Rússia i és administrada per la República Popular de Luhansk. El 2010 tenia 2.990 habitants.